# Justo Gómez Ocerín
Justo Gómez Ocerín (Madrid, 10 de mayo de 1881–22 de octubre de 1968) fue un filólogo, jurista, sociólogo y diplomático español.

## Biografía
Estudió Filosofía y Letras y Derecho, licenciándose en 1902; se doctoró de lo primero en 1904 en la Universidad Central y fue colegial en el Real Colegio de España o de San Clemente de los Españoles, en Bolonia (Italia), hasta que se doctoró en Derecho (1907). En ese año ingresó en la carrera diplomática, siendo destinado a la Santa Sede como agregado (1907-1908), secretario (1922-1929) y consejero (1929-1932).
Fue subsecretario del Ministerio de Estado entre el 11 de enero de 1932 y el 21 de julio de 1933, cargo en el que depuró a diversos diplomáticos por el frustrado golpe de Estado del general Sanjurjo. Después fue enviado extraordinario y ministro plenipotenciario a La Haya (1933-1934) para firmar un tratado bilateral de comercio y navegación de 16 de junio de 1934 entre España y los Países Bajos. Posteriormente fue embajador en Roma (1934-1936).
La Guerra Civil lo sorprendió en Santander, y escapó a Francia el 3 de septiembre de 1936; en San Juan de Luz se adhirió al bando sublevado el 23 de octubre. Se jubiló en 1938, aunque se le volvió a readmitir (28 de noviembre de 1947) en situación de disponible hasta su jubilación definitiva en 1951. Tras ella, se le encargó editar una colección de tratados internacionales firmados por España. Fue miembro (1910-1911) de la sección de Filología del Centro de Estudios Históricos dirigido por Ramón Menéndez Pidal, y colaborador de la revista Filología Española. Lopista ferviente, desacreditó la nueva edición de la Real Academia de las piezas dramáticas de Lope de Vega (1916), encargada a Emilio Cotarelo, cotejando sus textos y hallando más de 900 «falsas lecturas y errores de todo género».
Fue académico honorario de la Real Academia de la Historia y miembro de la Sociedad Nacional de Música.

## Obras
- Las Huelgas, Madrid, José Rueda, 1904
- Ed., pról. y notas a Lope de Vega, El remedio en la desdicha. El mejor alcalde el rey, Madrid, Centro de Estudios Históricos, 1912-1913
- Ed., pról. y notas en Luis Vélez de Guevara, "El rey en su imaginación", en Teatro Antiguo español: textos y estudios, Madrid, Junta para Ampliación de Estudios e Investigaciones Científicas-Centro de Estudios Históricos, 1916
- “Un nuevo dato para la biografía de Vélez de Guevara”, en Revista de Filología Española, IV (1917), págs. 206-207
- Ed. y compil. de Colección de los tratados, convenios y otros documentos de carácter internacional firmados por España y de las leyes, decretos y órdenes que atañen a las relaciones exteriores, Madrid, Ministerio de Asuntos Exteriores, 1955-1960.